# Герб Старобешевого
Герб Старобе́шевого — символ селища Старобешеве. Автор — Едуард Савченко.
«Беш ев» у перекладі з урумської мови — п'ять будинків. Наче як село заснували п'ять родин переселенців надазовських греків (герб є промовистим). Власне, і на гербі авторства Олега Киричка зображені п'ять будинків. За радянських часів селище мало таку яскраву характеристику, як тракторна станція, тому на гербі й зображено колесо трактора початку 20 століття. Свого часу там був цілий культ довкола цього в особі конкретної людини — Парасковії (Паші) Ангеліної. Трактор на якому вона їздила (складачі герба району при цьому припустилися помилки й на гербі зображений не той трактор) зображав селище Старобешеве на гербі Старобешівського району.
Меандр символізує грецьке (урумське) населення села.
Ще одна цікава деталь — пурпуровий колір, що доволі унікальна річ для донецької геральдики. Він взятий з герба району. Традиційно в геральдиці пурпуровий символізує силу, гідність, щедрість.

## Опис герба 1997 року
Затверджений 26 грудня 1997 року. Автор — Олег Киричок.
Щит перетятий лазур'ю і зеленню, на перетині покладений вузький теракотовий пояс із грецьким орнаментом золотого кольору (меандром). На верхній частині п'ять будинків, розташованих у вигляді навкісного хреста, на нижній частині лазурова ріка, що тече у перев'яз вліво, супроводжувана угорі справа і внизу зліва двома золотими колосками.
Старобешеве заснували грецькі переселенці, що дали таку назву селищу («Беш-ев» у перекладі означає «п'ять будинків»), що відбито у верхній половині герба, традиційний грецький орнамент покликаний підсилити походження й історичне минуле селища.
Старобешеве лежить на річці Кальміус — другій за розмірами річці Донбасу, про що символізує силует ріки в нижній частині щита.
Два колоски і зелений колір у нижній частині герба як символ сільського господарства покликані показати сільське господарство в цілому і вирощування зернових культур зокрема. Протягом усієї історії сільське господарство було основним видом діяльності місцевих жителів, таким воно залишається й зараз.